# Teuthida
Teuthida é uma ordem zoológica da classe dos cefalópodes, subclasse Coleoidea. É constituída por moluscos marinhos, nomeadamente pelas lulas e chocos, cujo comprimento raramente atinge mais do que 60 cm,[carece de fontes?] mas já foram identificadas lulas-colossais (Mesonychoteuthis hamiltoni) com mais 18 metros.

## Taxonomia
A ordem Teuthida inclui as subordens Myopsina e Oegopsina). Como os restantes cefalópodes, nadam por propulsão a jato, a força é gerada pela contração do manto, que se fecha na região próxima a cabeça e a água e expelida da sua cavidade através de um pequeno funil derivado de uma parte do pé.
- Classe Cephalopoda
  - Subclass Nautilidae
  - Subclass Coleoidea
    - Superordem Octopodiformes
    - Superordem Decapodiformes
      - Ordem †Boletzkyida
      - Ordem Spirulida: Spirula spirula
      - Ordem Sepiida: sépia
      - Ordem Sepiolida
      - Ordem Teuthida
        - Família †Plesioteuthididae (incertae sedis)
        - Subordem Myopsina
          - Família Australiteuthidae
          - Família Loliginidae: calamari, lula-mansa

        - Subordem Oegopsina
          - Família Ancistrocheiridae: Ancistrocheirus lesueurii
          - Família Architeuthidae: lula-gigante
          - Família Bathyteuthidae
          - Família Batoteuthidae: Batoteuthis skolops
          - Família Brachioteuthidae
          - Família Chiroteuthidae
          - Família Chtenopterygidae: Chtenopteryx sicula
          - Família Cranchiidae
          - Família Cycloteuthidae
          - Família Enoploteuthidae
          - Família Gonatidae
          - Família Histioteuthidae: Histioteuthis
          - Família Joubiniteuthidae: Joubiniteuthis portieri
          - Família Lepidoteuthidae: Lepidoteuthis grimaldii
          - Família Lycoteuthidae
          - Família Magnapinnidae
          - Família Mastigoteuthidae
          - Família Neoteuthidae
          - Família Octopoteuthidae
          - Família Ommastrephidae
          - Família Onychoteuthidae
          - Família Pholidoteuthidae
          - Família Promachoteuthidae: Promachoteuthis sulcus
          - Família Psychroteuthidae: Psychroteuthis glacialis
          - Família Pyroteuthidae
          - Família Thysanoteuthidae: Thysanoteuthis rhombus
          - Família Walvisteuthidae
          - Parateuthis tunicata (incertae sedis)

## Aparência
Como todos os cefalópodes, caracterizam-se por possuírem cabeça distinta, simetria bilateral e tentáculos com ventosas. Assim como o choco, a lula tem oito braços, para a captura de alimento, e dois tentáculos, com função na reprodução. As lulas têm cromatóforos na sua pele, ou seja, células que permitem mudança de cor dependendo do ambiente em que se encontram, o que caracteriza sua capacidade mimetizante. Sendo coleoides, têm uma concha interna, chamada de pena, devido ao seu formato similar a penas de aves. As lulas movem-se por intermédio de propulsão, ejetando grandes quantidades de água armazenadas na cavidade do manto, através de um sifão de grande mobilidade e capacidade de direcionamento dos jatos. Por esta razão, além de seus corpos altamente hidrodinâmicos, são fortes rivais dos peixes no que se refere à habilidade de natação e manobrabilidade. Na boca, as lulas apresentam a rádula quitinosa que lhes permite triturar alimentos e que é a característica comum a todos os moluscos, exceto Bivalvia e Aplacophora. As lulas respiram por duas guelras e têm um sistema circulatório bombeado por um coração principal e dois subsidiários.

## Alimentação
São animais exclusivamente carnívoros, alimentando-se de peixes, cefalópodes e outros vertebrados, que capturam através dos braços. O principal órgão de ingestão é um par de poderosas mandíbulas móveis, em forma de bico, que podem cortar e rasgar a presa. Como ajuda complementar para matar a vítima, existe um par de glândulas salivares que se transformaram em glândulas de veneno.

## Reprodução
Diferentemente da fêmea do polvo, a lula fêmea não precisa cuidar dos ovos, pois estes apresentam substâncias fungicidas (fungos podem matar o embrião ao introduzir as hifas no ovo) e bactericidas.

## Visão
Tal como a grande maioria dos cefalópodes, as lulas possuem apenas um pigmento visual, o que não lhes permite ver cores. São capazes de distinguir objectos brancos de objectos pretos ou objectos de uma tonalidade de cinzento mais escura ou mais clara, mas não lhes é possível diferenciar objectos coloridos que apresentem a mesma tonalidade na escala de cinzas. Embora ainda não tenham sido realizados testes em todas as espécies, o único cefalópode conhecido que possui visão a cores é a lula Watasenia scintillans.